# Pyramiden
Pyramiden (in russo Пирамида?, Piramida) è un insediamento semiabbandonato situato nell'isola di Spitsbergen nelle Svalbard, in Norvegia.
L'insediamento, abitato stabilmente da una comunità di minatori russi fino al 1998, deriva il suo nome dalla caratteristica forma piramidale della montagna alle spalle delle città, che si affaccia sulla baia di Adolfbukta, ad est dell'isola, dove si trova il fronte del ghiacciaio di Nordenskjøldbree. Dal 2011 la località risulta nuovamente abitata grazie all'apertura di servizi turistici.

## Storia
(Roar Christiansen, norvegese. Visse nelle Svalbard dal 1959 al 1969.)

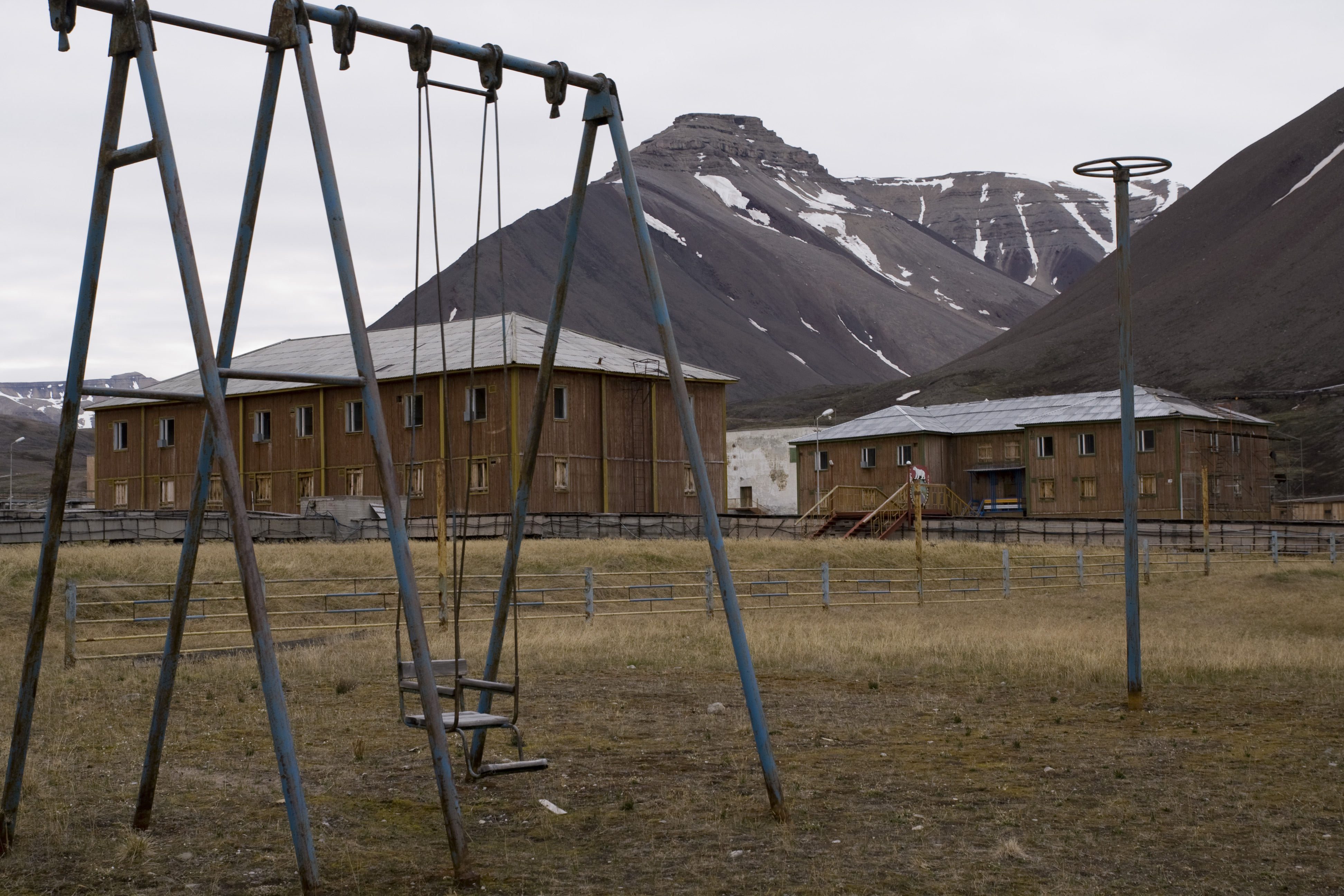
Edifici in stile siberiano nel centro di Pyramiden

Fondata nel 1910 da minatori svedesi, nel 1927 fu venduta alla compagnia mineraria sovietica Russkij Grumant, che agli inizi degli anni trenta la vendette nuovamente ad un'altra compagnia mineraria sovietica, la Arktikugol, dalla quale fu utilizzata (pur essendo territorio norvegese) in virtù del trattato delle Svalbard fino al 1991. Fu poi utilizzata dalla Russia post comunista, sopravvivendo grazie allo sfruttamento dei giacimenti carboniferi e al turismo nei mesi estivi.
Distrutta dai tedeschi durante la seconda guerra mondiale, durante il periodo sovietico furono ricostruite tutte le abitazioni e fu dotata di diversi servizi: un asilo e una scuola elementare, una piscina ad acqua di mare riscaldata, un ospedale attrezzato per le operazioni chirurgiche, una biblioteca con oltre 50.000 volumi, un cinema/teatro da 300 posti, palestre e un campo da pallacanestro e calcio a cinque.
L'insediamento era dotato anche di un pollaio e di una stalla e terra fertile era stata fatta arrivare dall'Ucraina per permettere di coltivare frutta e verdura all'interno di una serra. Vi erano frequenti scambi scolastici con gli studenti delle altre scuole delle Isole Svalbard e gli abitanti di Longyearbyen spesso usufruivano della piscina di Pyramiden quando non ve ne era ancora una nella città principale. Le abitazioni non erano dotate di cucine ma il cibo era preparato in una grande mensa comune. Gli edifici residenziali erano tre: uno per le famiglie, uno per le donne e un altro per gli uomini.
Tra gli anni sessanta e gli anni ottanta l'insediamento superò i 1 000 abitanti e venne anche creata una sede del KGB. Questa località così remota fu dotata di numerosi servizi anche perché era un luogo visitabile senza visto d'ingresso, al contrario del resto dell'URSS e successivamente della Russia, dai turisti e dai lavoratori stranieri che si trovavano sulle Svalbard. Era quindi un modo per mostrare la grandezza dell'Unione Sovietica.
Tra il 1955 e il 1998 l'insediamento produsse circa 9 milioni di tonnellate di carbone, di cui un milione servì al solo sostentamento di Pyramiden. I giacimenti erano però frammentati e di difficile sfruttamento e con il tempo iniziarono a diventare improduttivi. A partire dal 1991, dopo il crollo dell'Unione Sovietica, probabilmente diminuirono i finanziamenti provenienti da Mosca e per la cittadina iniziò un periodo di decadenza. A mettere in ginocchio la comunità fu anche l'incidente aereo del volo charter Vnukovo Airlines 2801 proveniente da Mosca nel quale, il 29 agosto 1996, morirono 130 abitanti di Pyramiden e Barentsburg dopo uno schianto avvenuto sulla montagna di Operafjellet, nei pressi di Longyearbyen, portando quindi ad una diminuzione netta degli abitanti dell'insediamento.

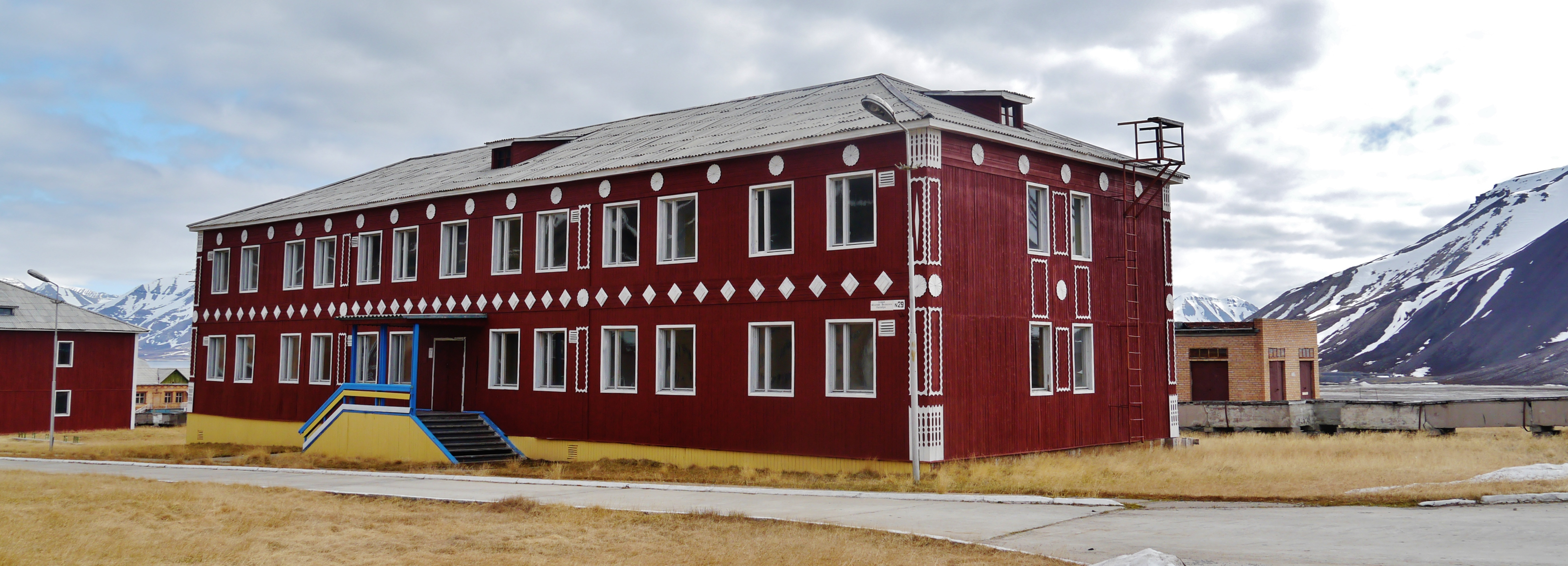
Edificio in stile siberiano dopo un restauro

L'insediamento fu abbandonato nel 1998, quando vi erano circa 300 abitanti ai quali vennero dati quattro mesi di tempo per trasferirsi altrove. Circa la metà decise di rimanere nelle Svalbard e trasferirsi a Barentsburg mentre gli altri tornarono in Russia e Ucraina, gli ultimi residenti lasciarono la città il 10 ottobre 1998. Le case e le infrastrutture sono ancora intatte ma negli anni hanno subito atti vandalici e furti. Pyramiden è citata nella settima puntata della seconda stagione del programma televisivo di History Channel, La Terra dopo l'uomo (Life After People). Durante tale trasmissione è stato detto che, a causa del basso tasso di decadimento in un clima gelido, gli edifici principali della città sarebbero ancora integri dopo 500 anni anche senza l'uomo. Molto probabilmente potrebbe essere l'ultima città a deteriorarsi sulla terra.
Pyramiden è attualmente in fase di nuovo sviluppo da parte della società mineraria Artikugol per accogliere i turisti. Sei persone sono attualmente stazionarie per migliorare le strutture ed è stato riaperto l'albergo Tulipano nel 2011. Dal 2013 sono circa 30 le persone che vivono qui a turno per mantenere attivo l'insediamento (oltre che per garantire la manutenzione degli edifici), all'interno dell'albergo è stato aggiunto un piccolo museo e una caffetteria e vicino al porto vi è un piccolo ostello costituito da alcuni container. Le comunicazioni con Pyramiden possono avvenire solo tramite telefoni satellitari ed è diventata oltre che meta turistica anche una base utile per le escursioni.

## Media

### Musica

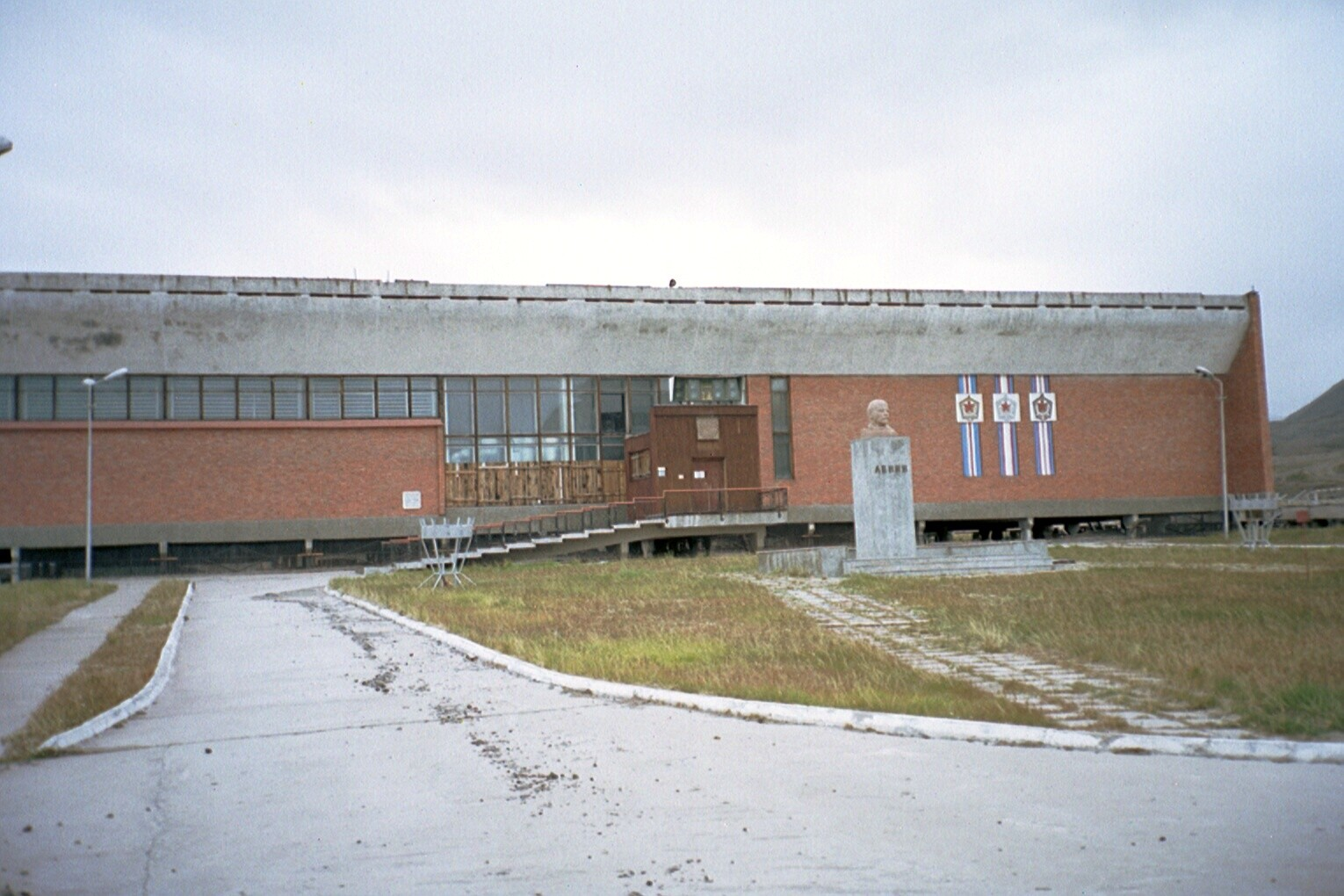
La piazza centrale con il Palazzo della cultura dello sport e la statua dedicata a Lenin (la più a nord del mondo)

Nel 2014, a Pyramiden, la cantante svedese Tove Styrke ha girato, sotto la direzione del regista Rúnar Ingi, il video del suo singolo Borderline.
La band danese degli Efterklang si è ispirata a Pyramiden, dove hanno trascorso nove giorni per registrare i suoni dell'ambiente circostante, per la realizzazione dell'album Pyramida, uscito nel 2012. Durante la loro permanenza nell'insediamento urbano hanno anche registrato un documentario.

## Altre città fantasma delle Svalbard
- Advent City
- Grumantbyen
- Colesbukta

## Galleria d'immagini

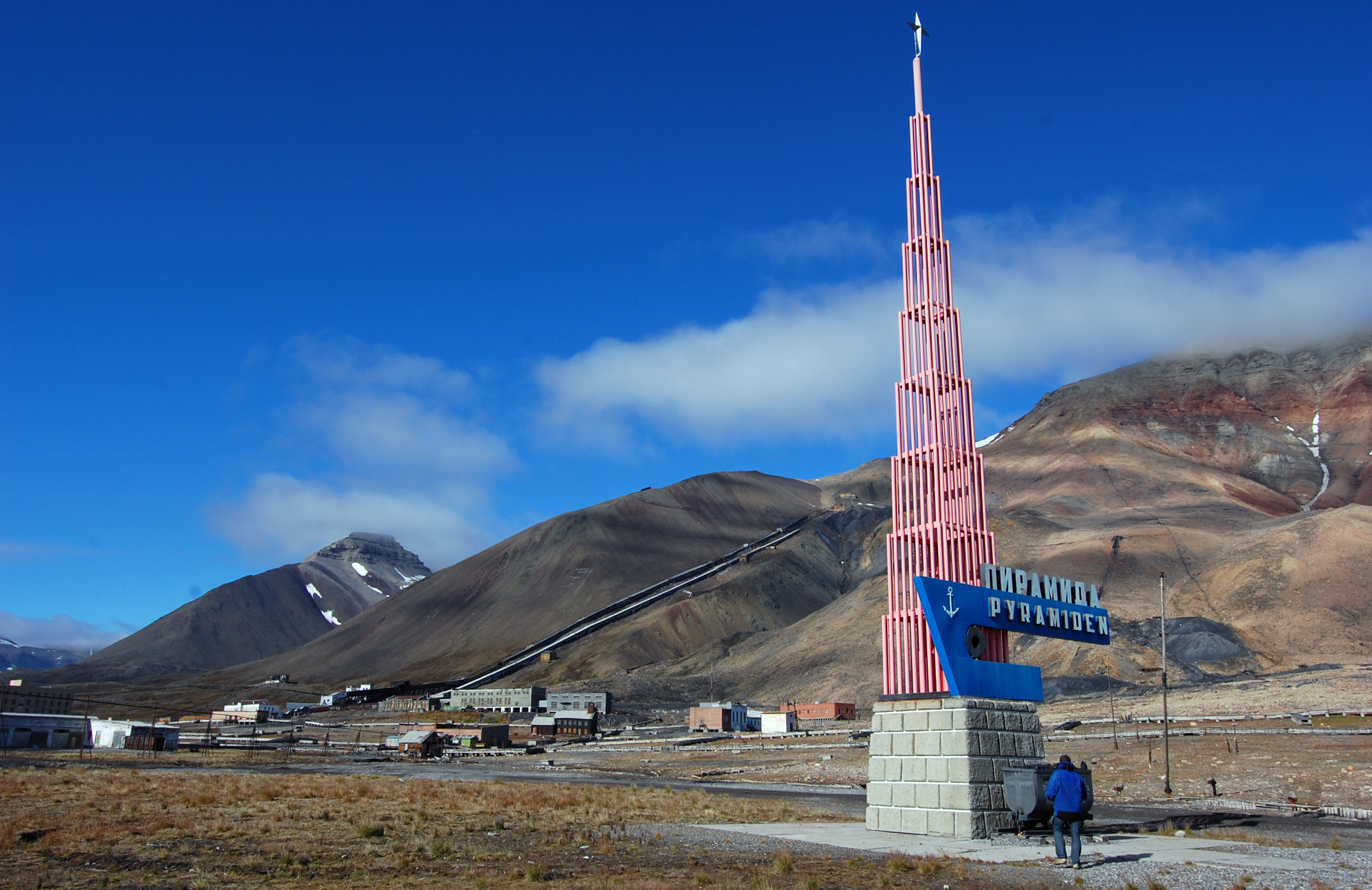
Il monumento all'ingresso dell'insediamento
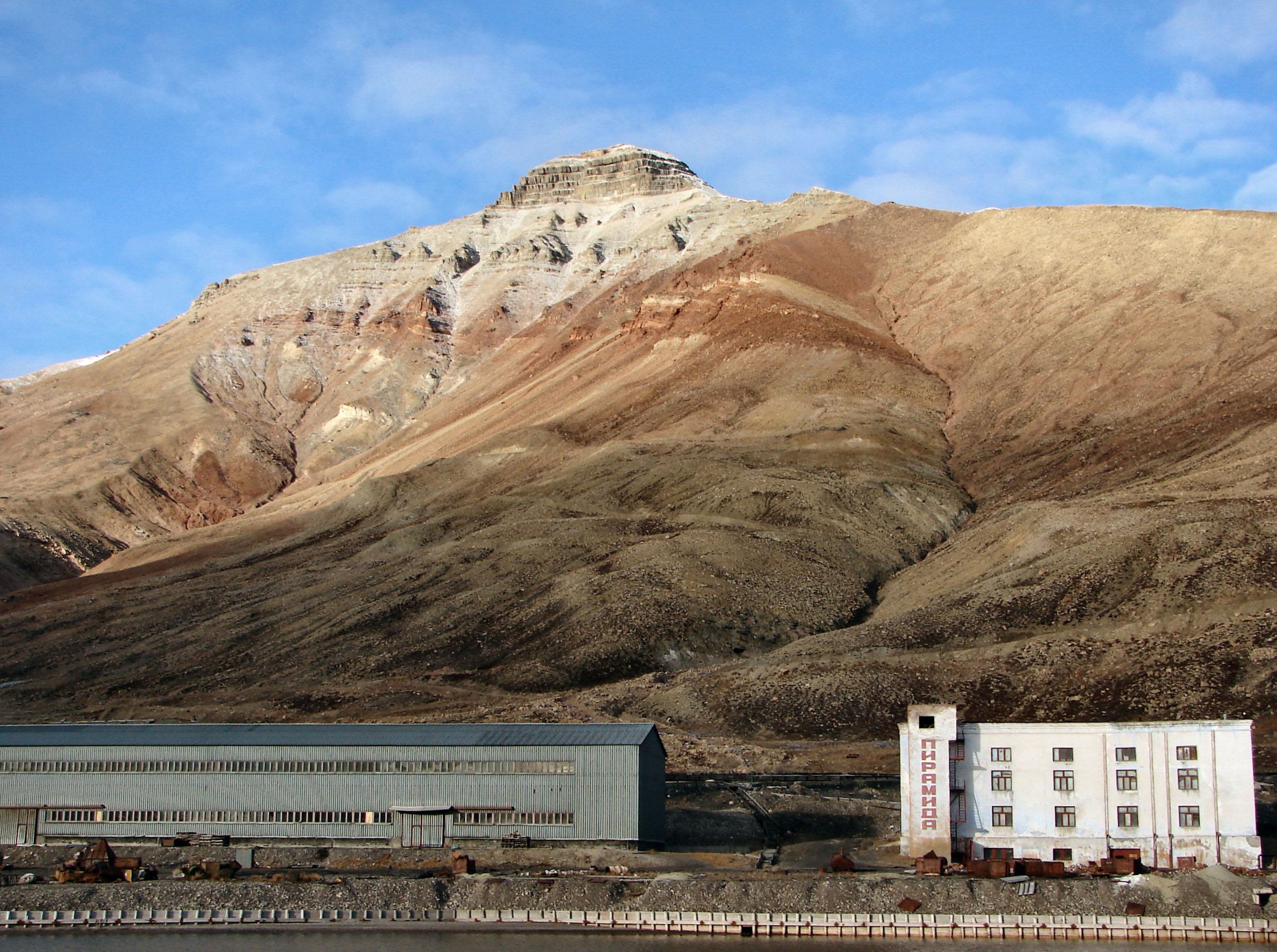
Il porto di Pyramiden e sullo sfondo la montagna che dà il nome all'insediamento
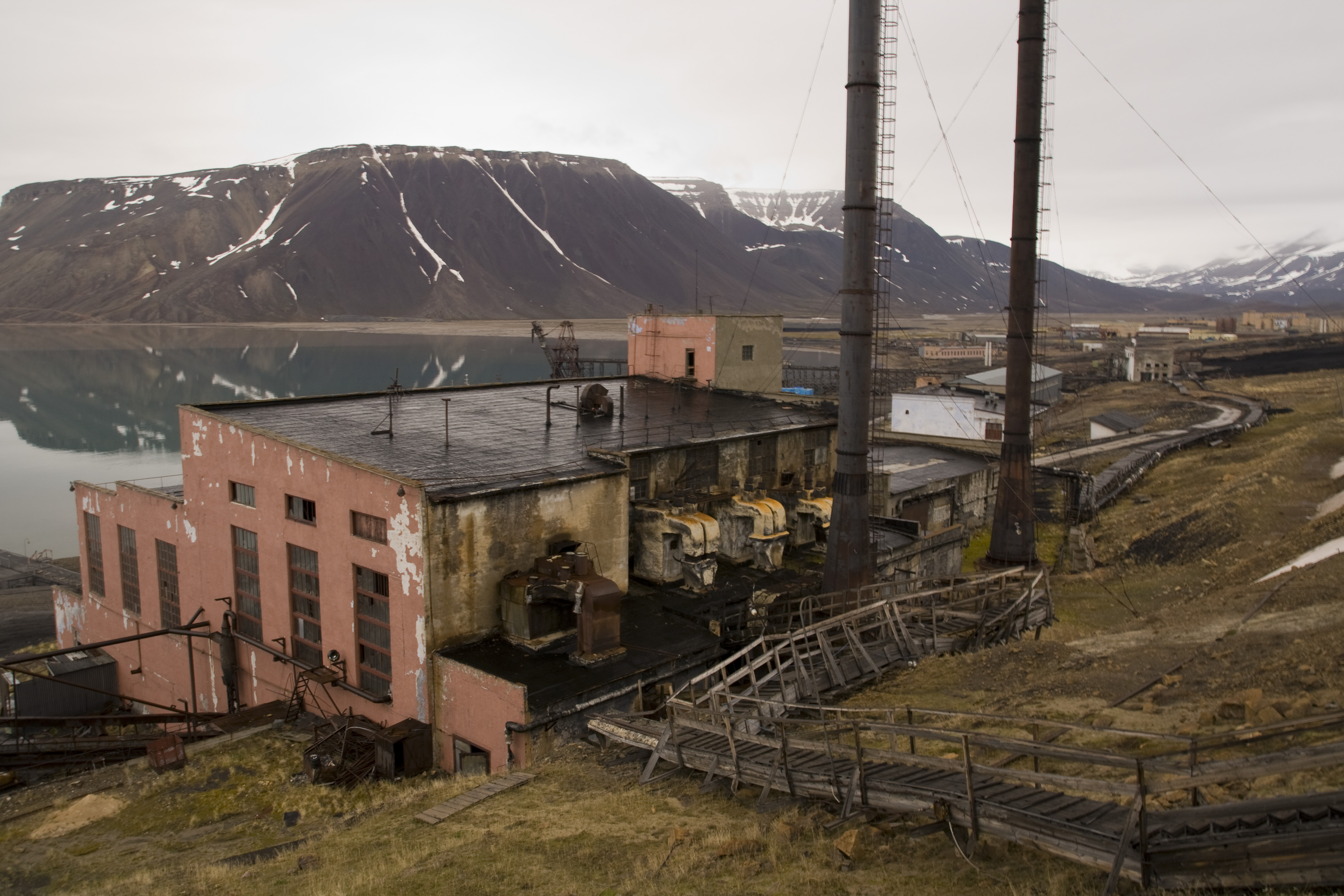
La vecchia centrale a carbone
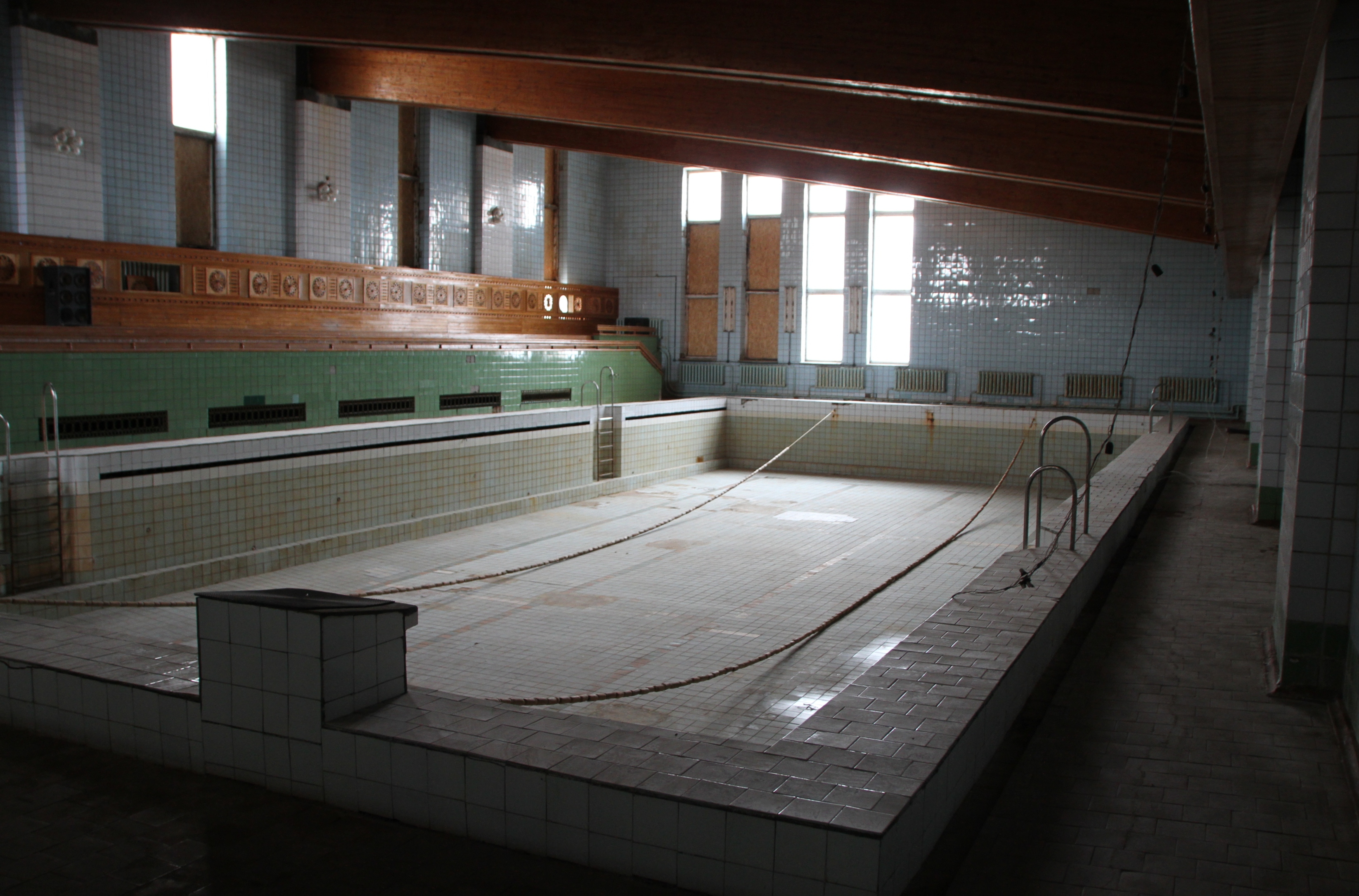
La piscinaː funzionava ad acqua di mare riscaldata
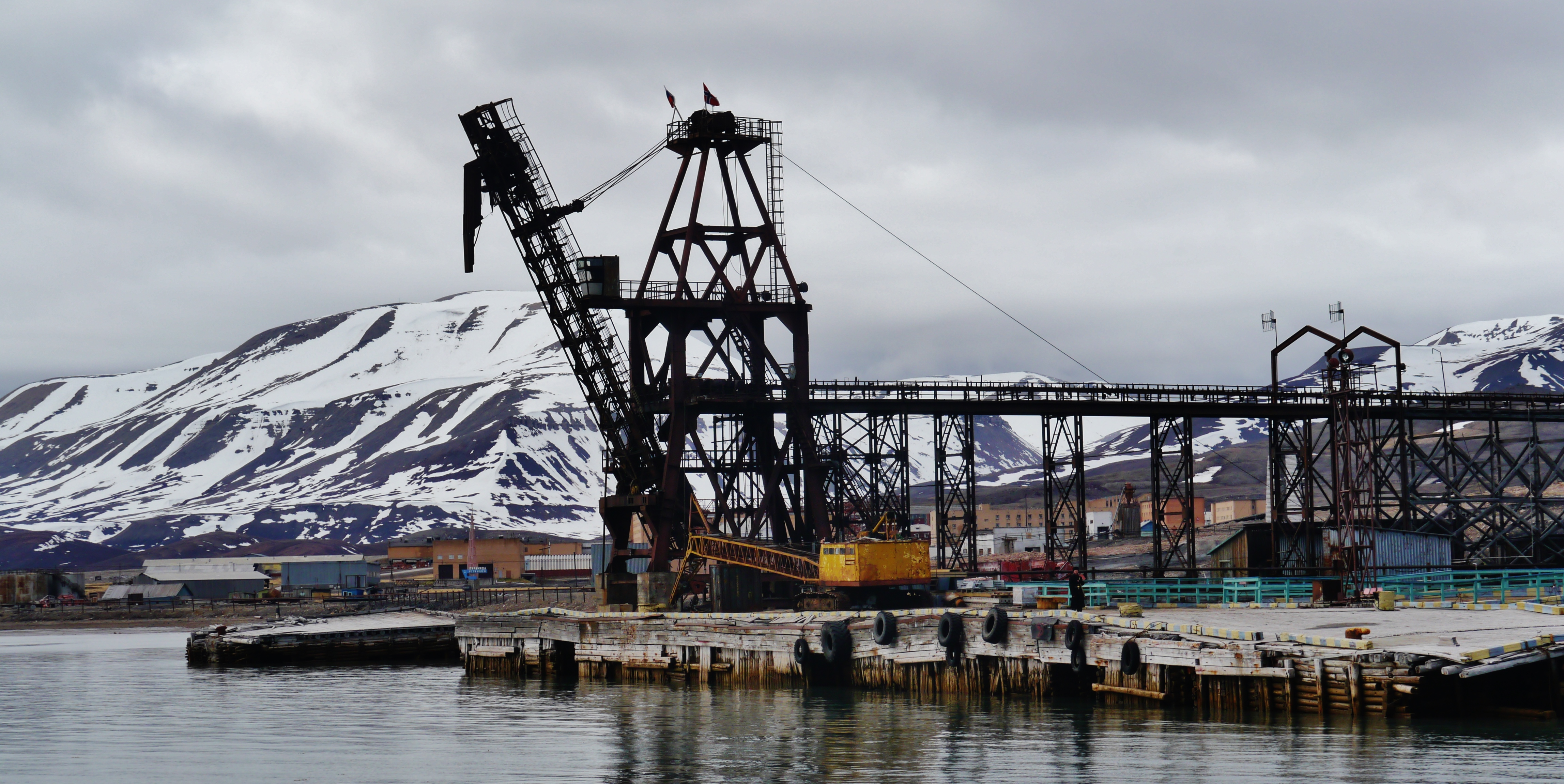
Il porto
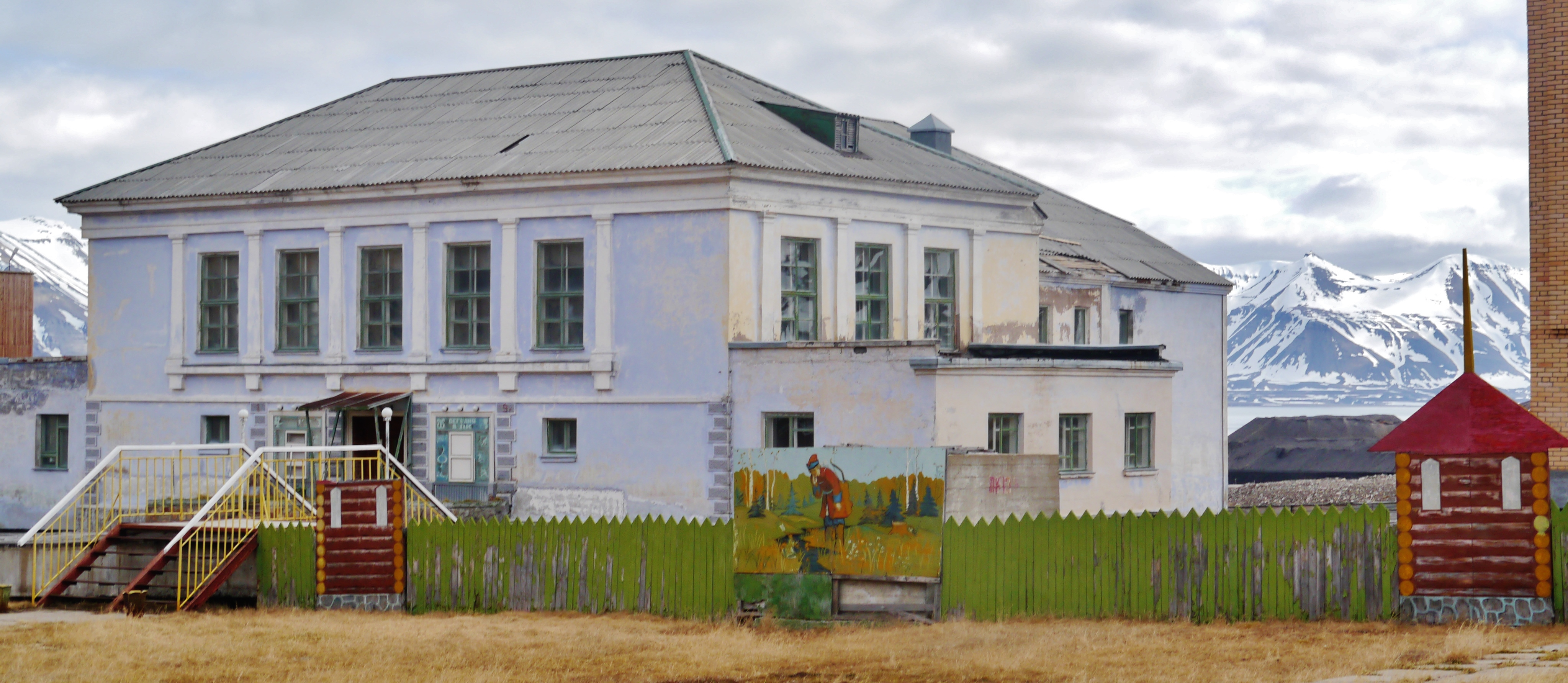
La mensa
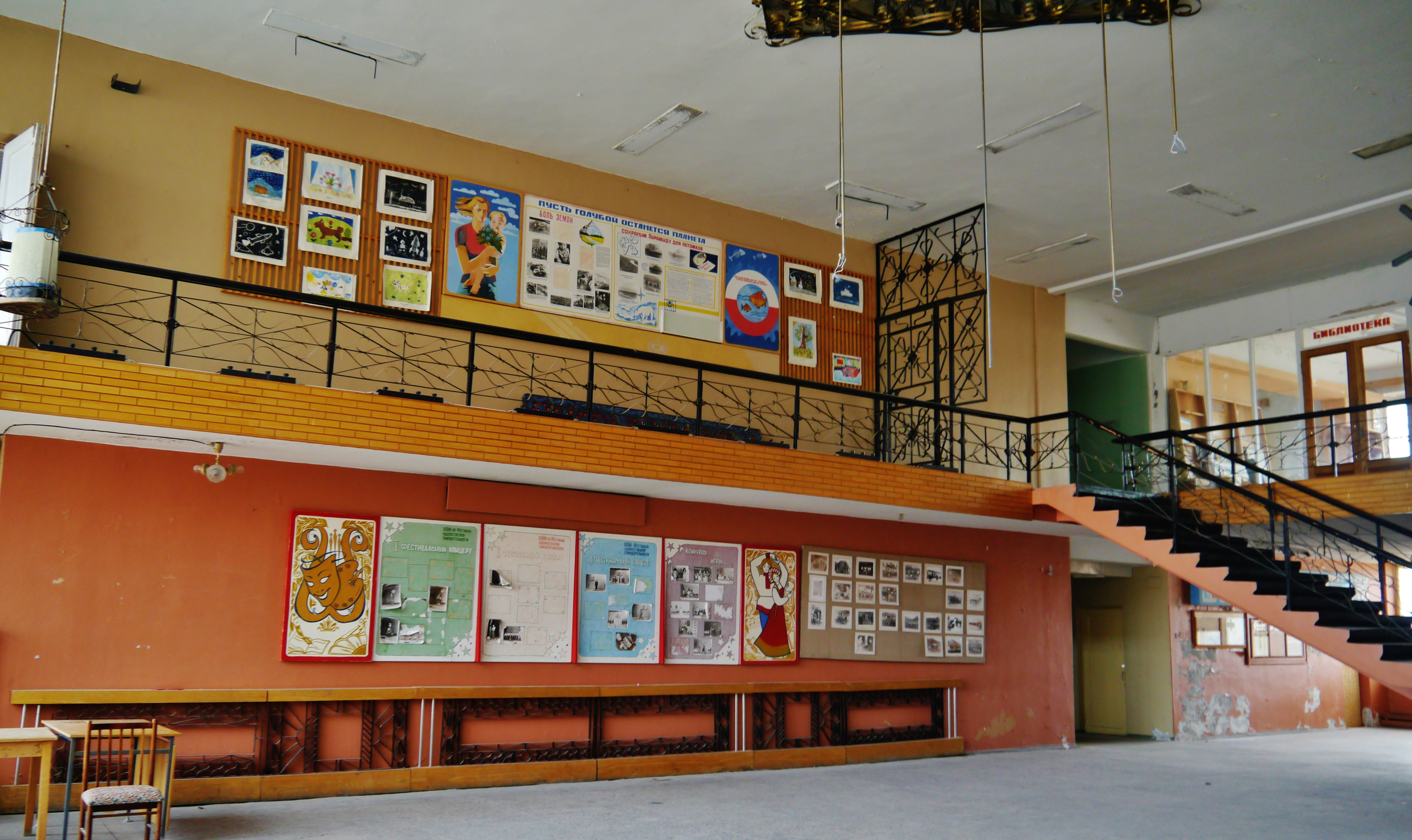
L'ingresso del Palazzo della cultura
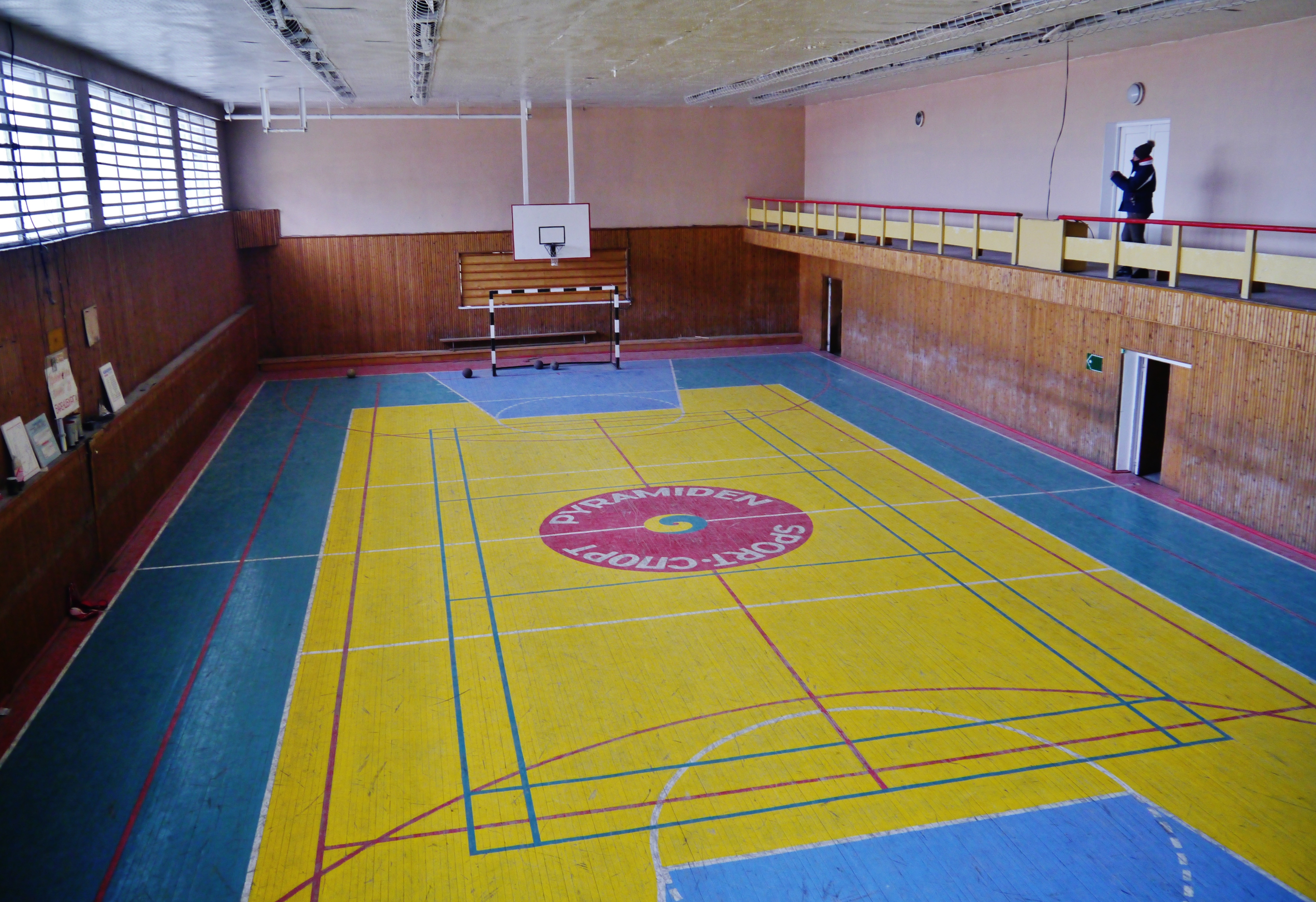
Il campo di basket all'interno del Palazzo della cultura
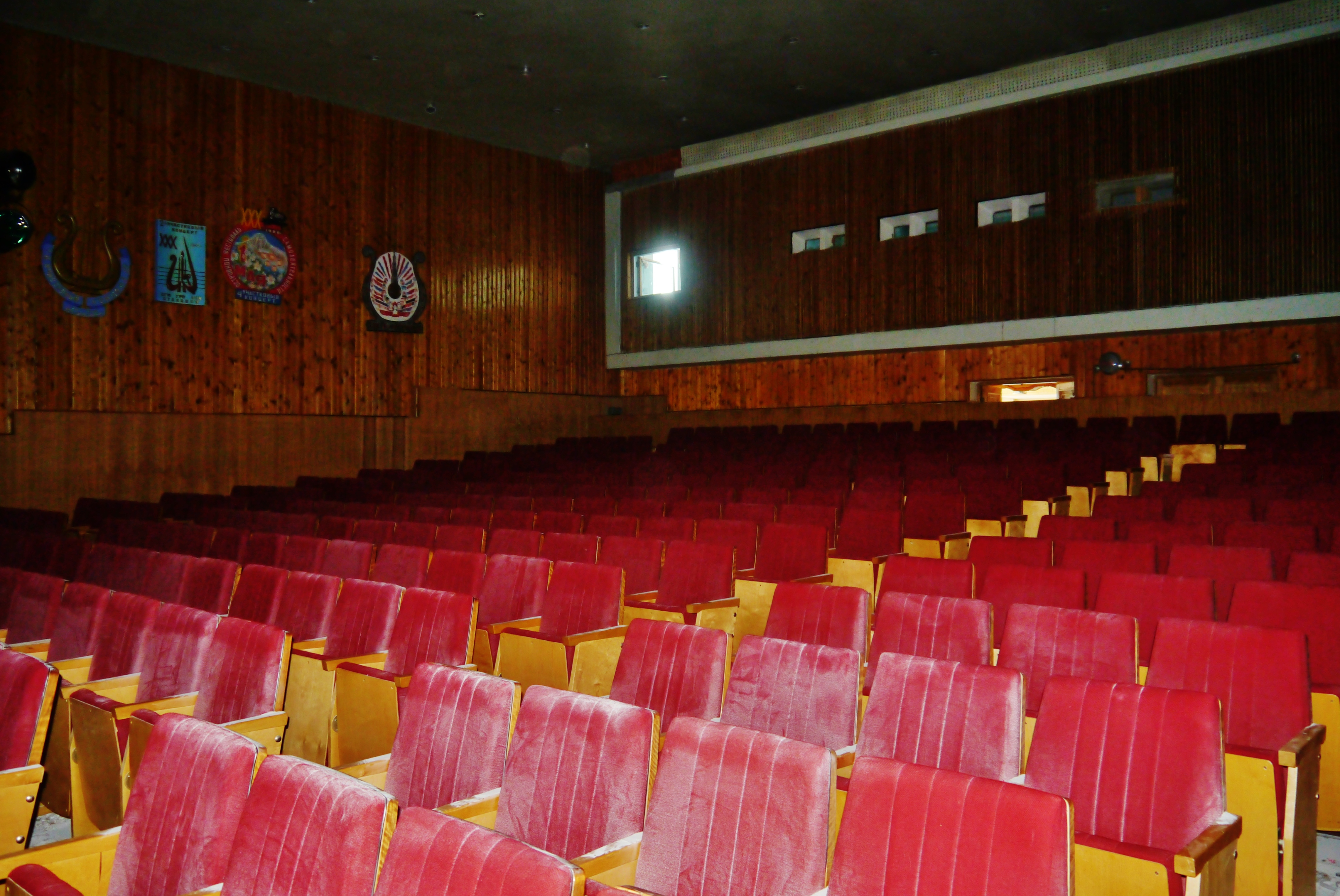
Il cinema/teatro all'interno del Palazzo della cultura
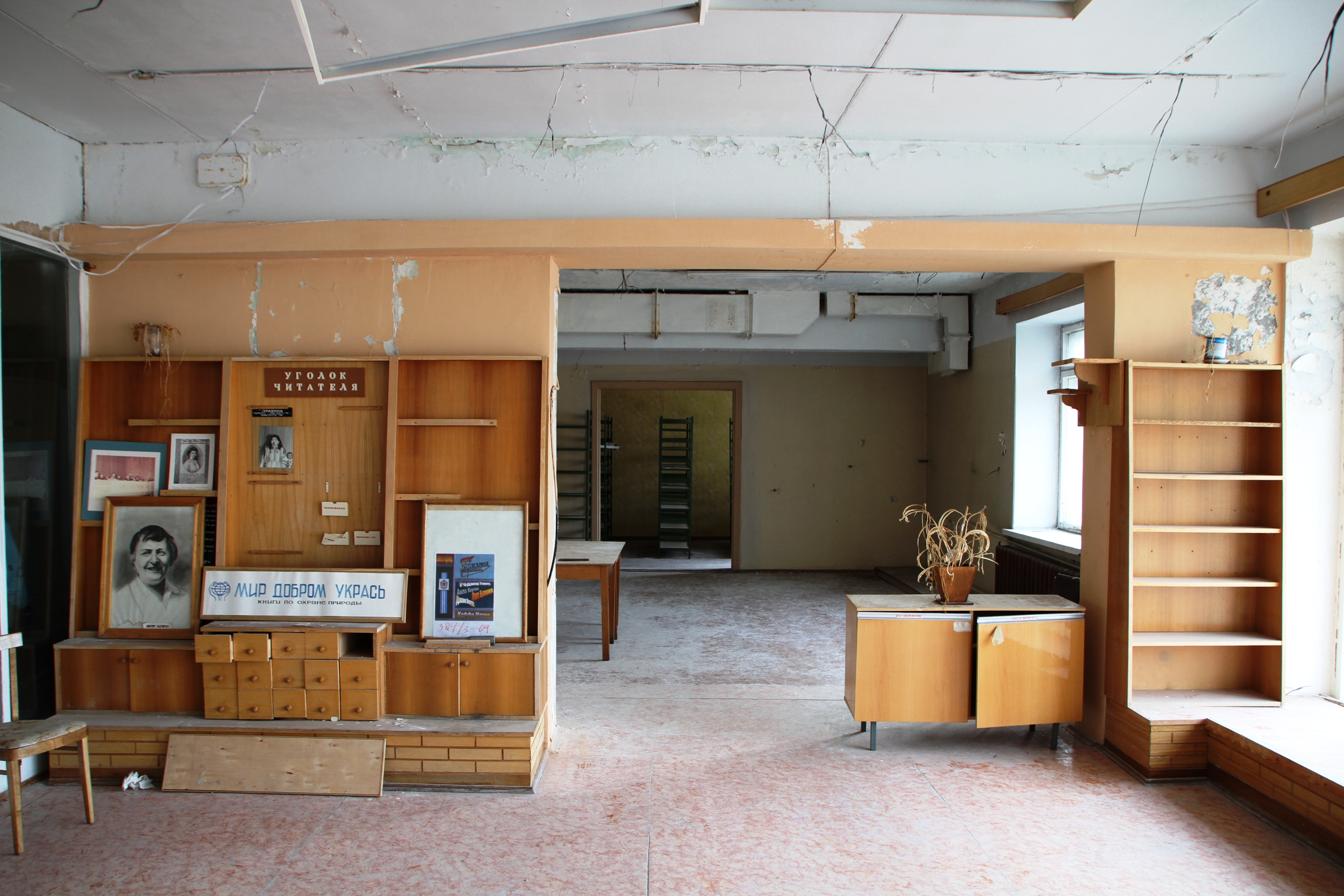
Interno della biblioteca
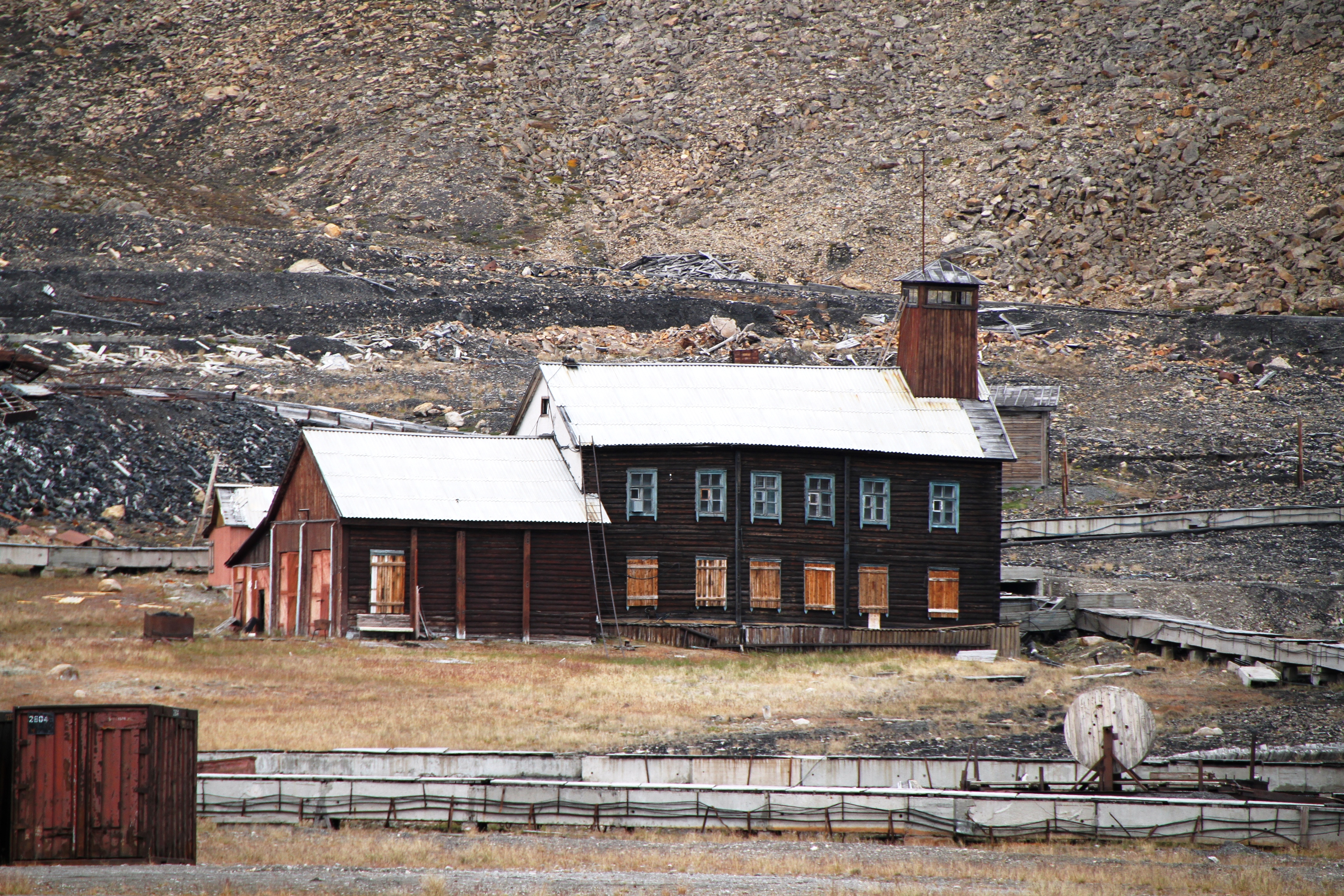
L'edificio più antico
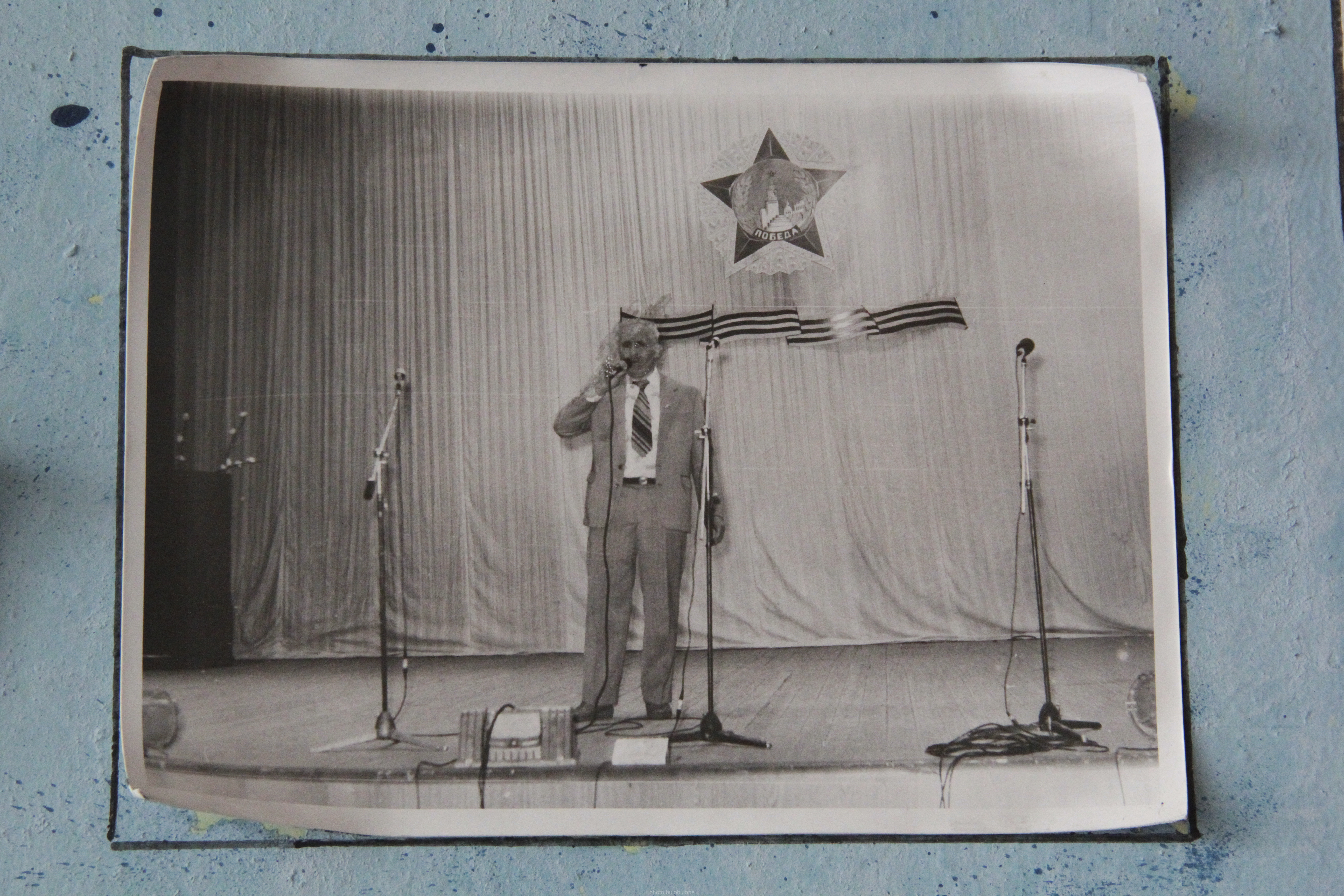
Fotografia in una casa dei minatori
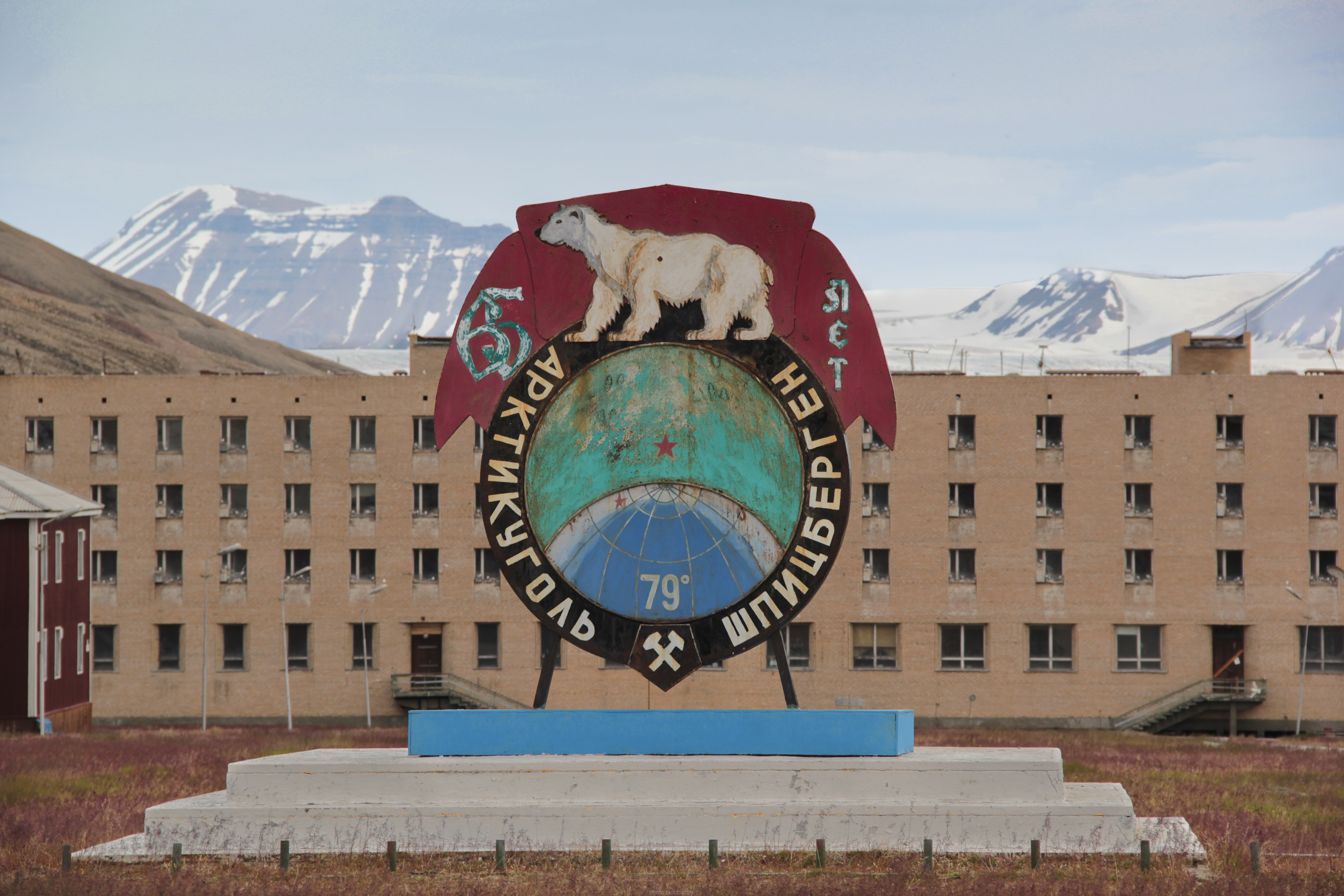
Pyramiden
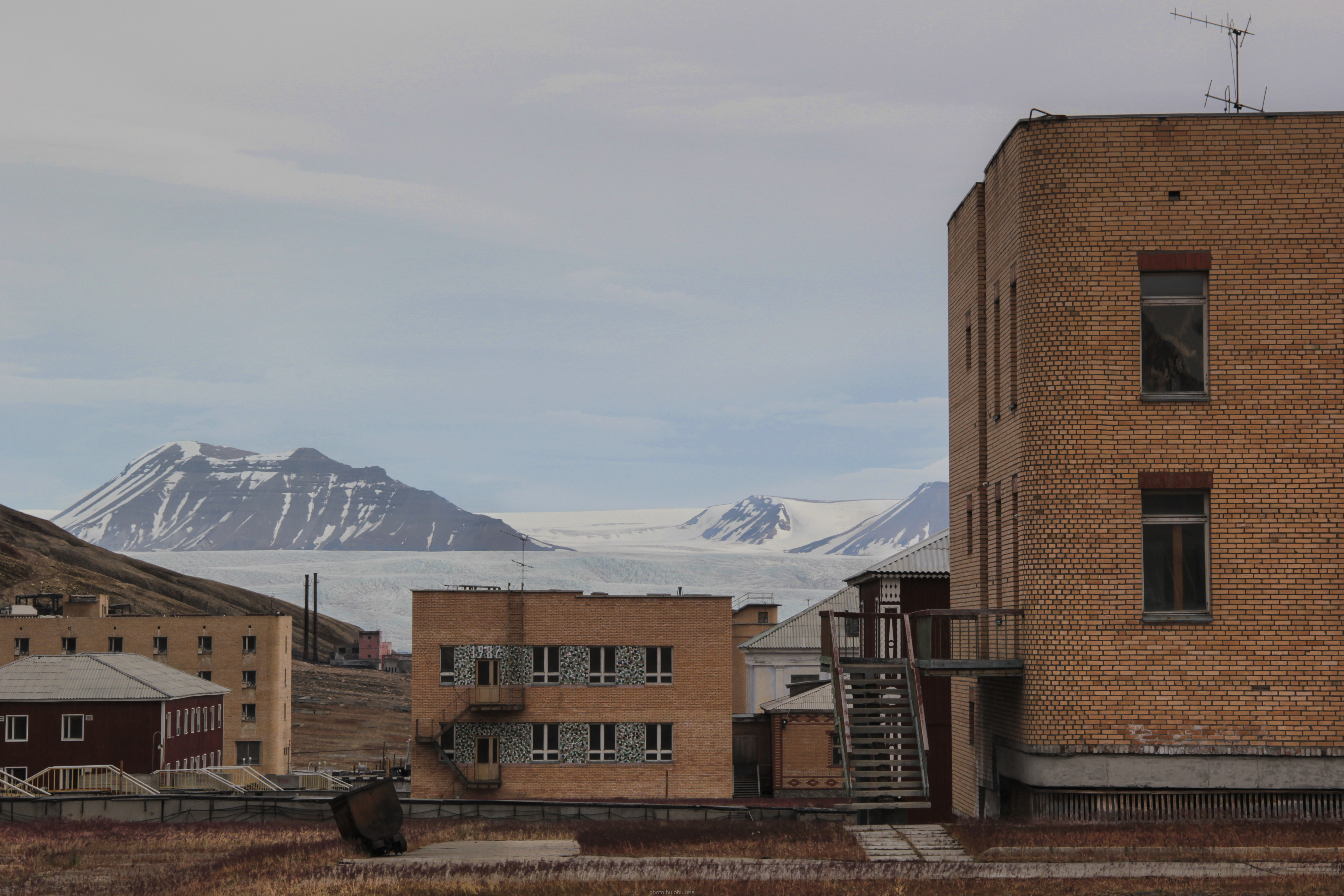
Pyramiden
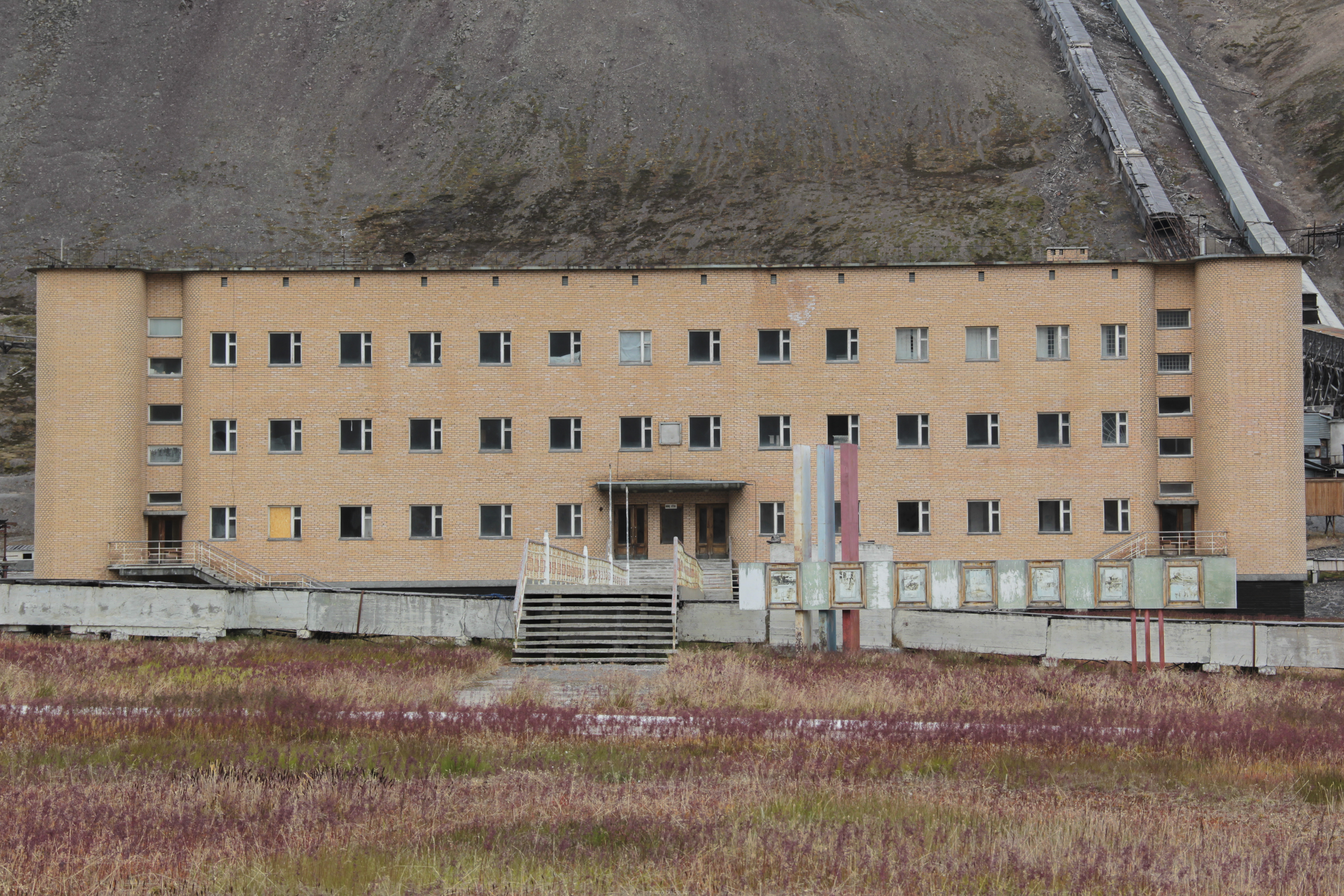
Pyramiden
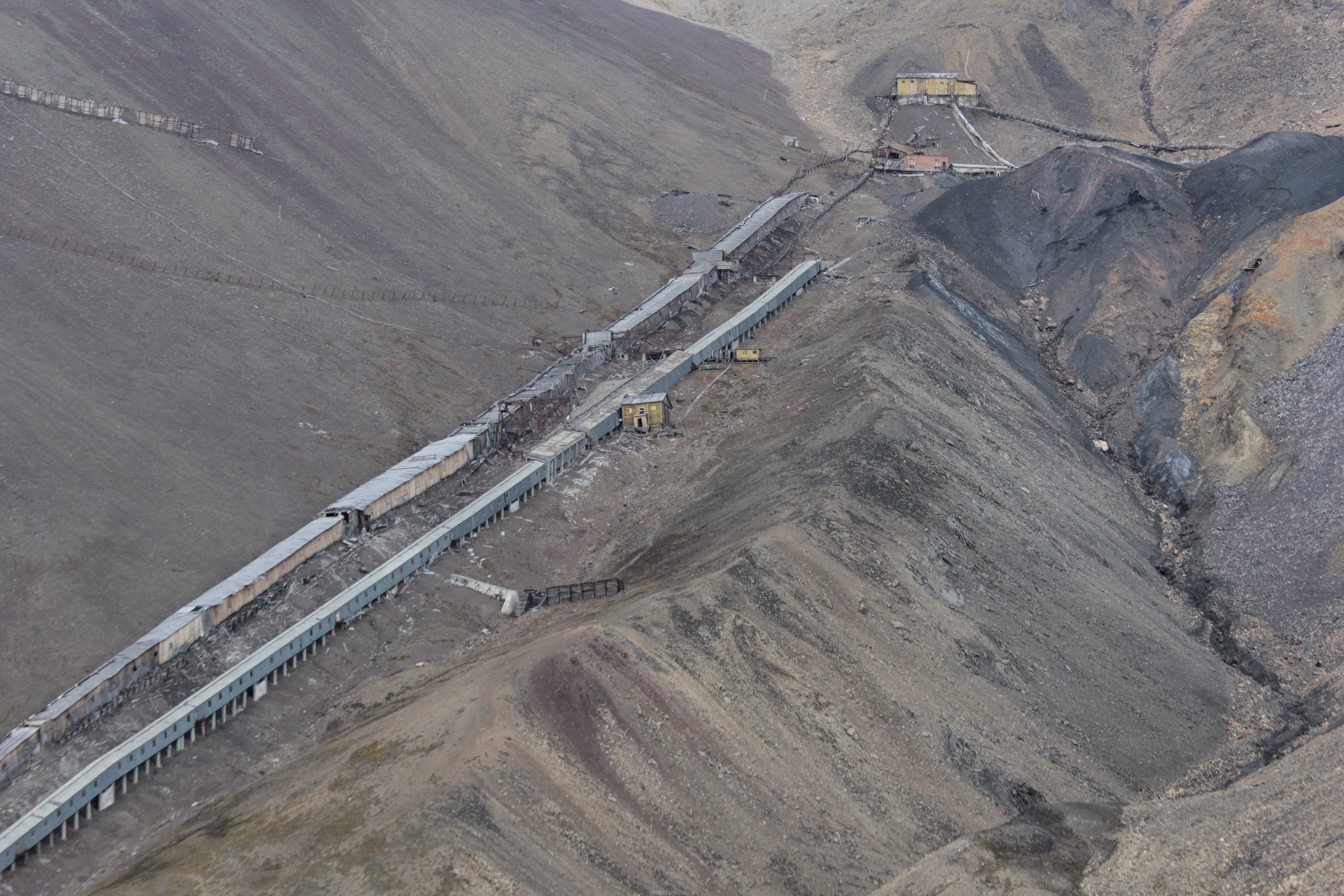
Binari per il trasporto del materiale estratto dai minatori
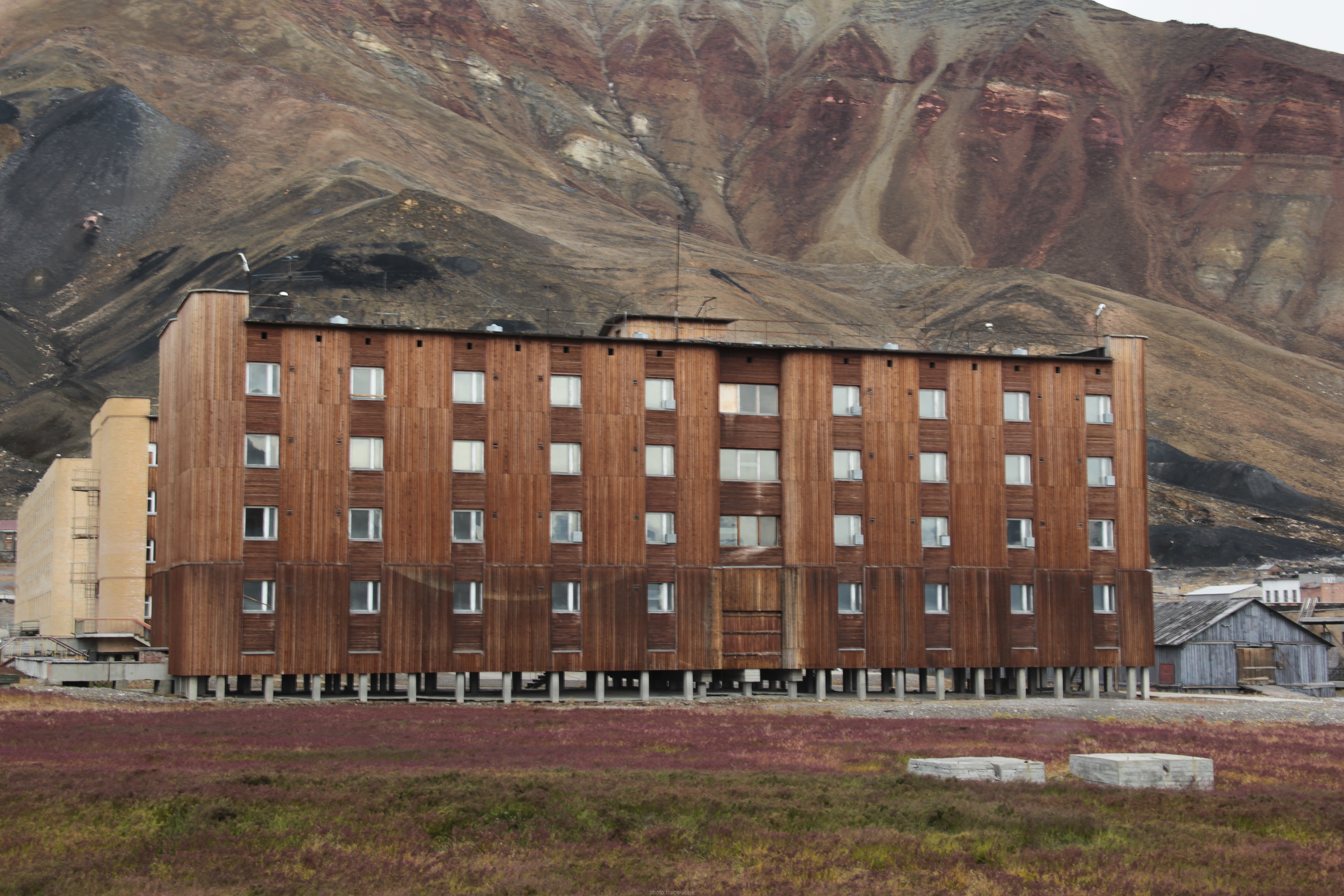
Alloggi dei minatori
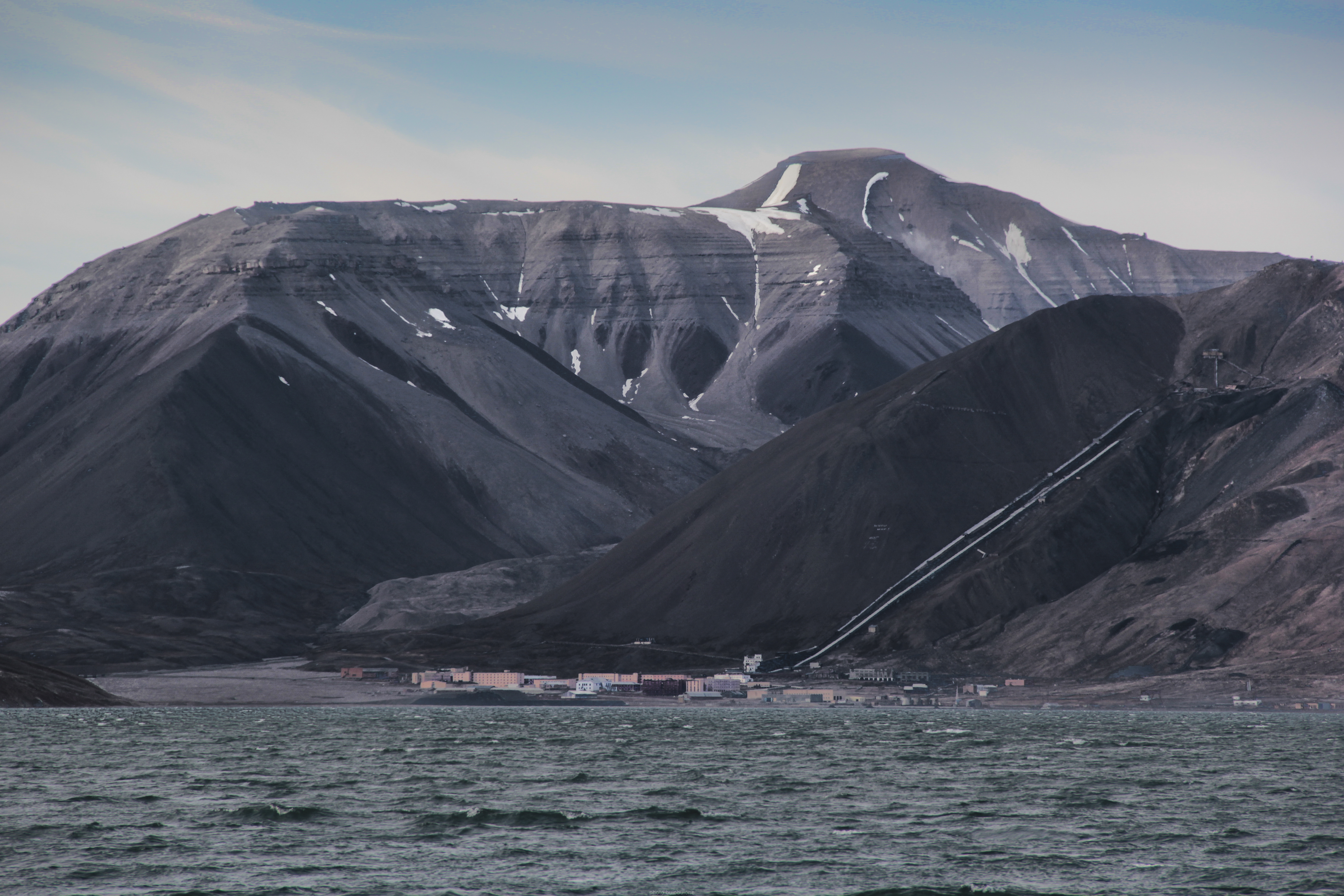
Vista dalla nave